# 王塚古墳 (神戶市)
王塚古墳（日语：／ Ōtsukakofun）是位於日本兵庫縣神戶市西區王塚台的一座前方後圓墳，雖然實際入葬者不明，但是古墳由宮內廳指定為第31代用明天皇皇子當麻皇子妃舍人姫王的陵墓參考地，稱為玉津陵墓參考地。

## 概要
古墳建於兵庫縣南部，明石川右岸印南野台地的東緣部分，現在由宮內廳管理，2000年時宮內廳書陵部在墳丘裾部進行了考古調查。
古墳是前方後圓墳，前方部分朝南，墳丘現在未見有分層建成，但是推測原本是3層，推定長約74米，明石地域來說只次於同市垂水區的五色塚古墳。墳丘表面有來自明石川的葺石、圓筒埴輪和形象埴輪（屋形、盾形、蓋形和壺形埴輪）。主體部分的墓室不明。墳丘周圍建有與墳丘形狀相似周濠，其原狀則詳細不明。另外，古墳周圍有傳有3座陪葬墓，其中兩座現存的陪葬墓同樣由宮內廳管理。
從出土埴輪推測，古墳建於古墳時代中期（約5世紀前半），是明石川流域中次於同區伊川谷町潤和的白水瓢塚古墳的首長墓。古墳周邊亦有彌生時代的播磨吉田遺跡和古墳時代至中世紀的出合遺跡等等。

## 規模
古墳規模如下，數值是基於宮內廳的測量圖（括弧内は推定復原値）。
- 墳丘長：69米（估計原為74米）
- 後圓部分，可能是3層。
  - 直徑：38米（估計原為44米）
- 前方部分，可能是3層。
  - 闊：34米（估計原為42米）

2000年的調查中發現墳丘裾部的全周遭到削掉，估計數值則是連同此算出。

## 入葬者
雖然古墳的入葬者不明，但是宮內廳視其為陵墓參考地，唯一候補者是用明天皇皇子當麻皇子妃舍人姬王。她是飛鳥時代皇族，根據《日本書紀》推古天皇紀記載，在推古天皇11年（603年）其丈夫當麻皇子作為將軍出征新羅時亦有隨軍，同年7月在播磨國赤石（明石）死去，葬於赤石的檜笠岡之上，也是宮內廳指定此古墳為陵墓參考地的原因。然而，古墳的興建年份遠早於舍人姬王的年代，因此不可能是古墳的入葬者，而且「檜笠岡之上」的所在地也未明。

## 陪葬墓
古墳周圍有傳有3座陪葬墓，現存的有兩座。
- 北陪葬墓
以「飛地I號」名義指定為古墳的陪葬墓，通稱「幣塚」，位於古墳北面的幣塚公園內，為直徑約10米的圓墳，詳情不明[3]。
- 東陪葬墓
以「飛地Ro號」名義指定為古墳的陪葬墓，位於古墳東面，為邊長約15米的方墳，詳情不明[3]。

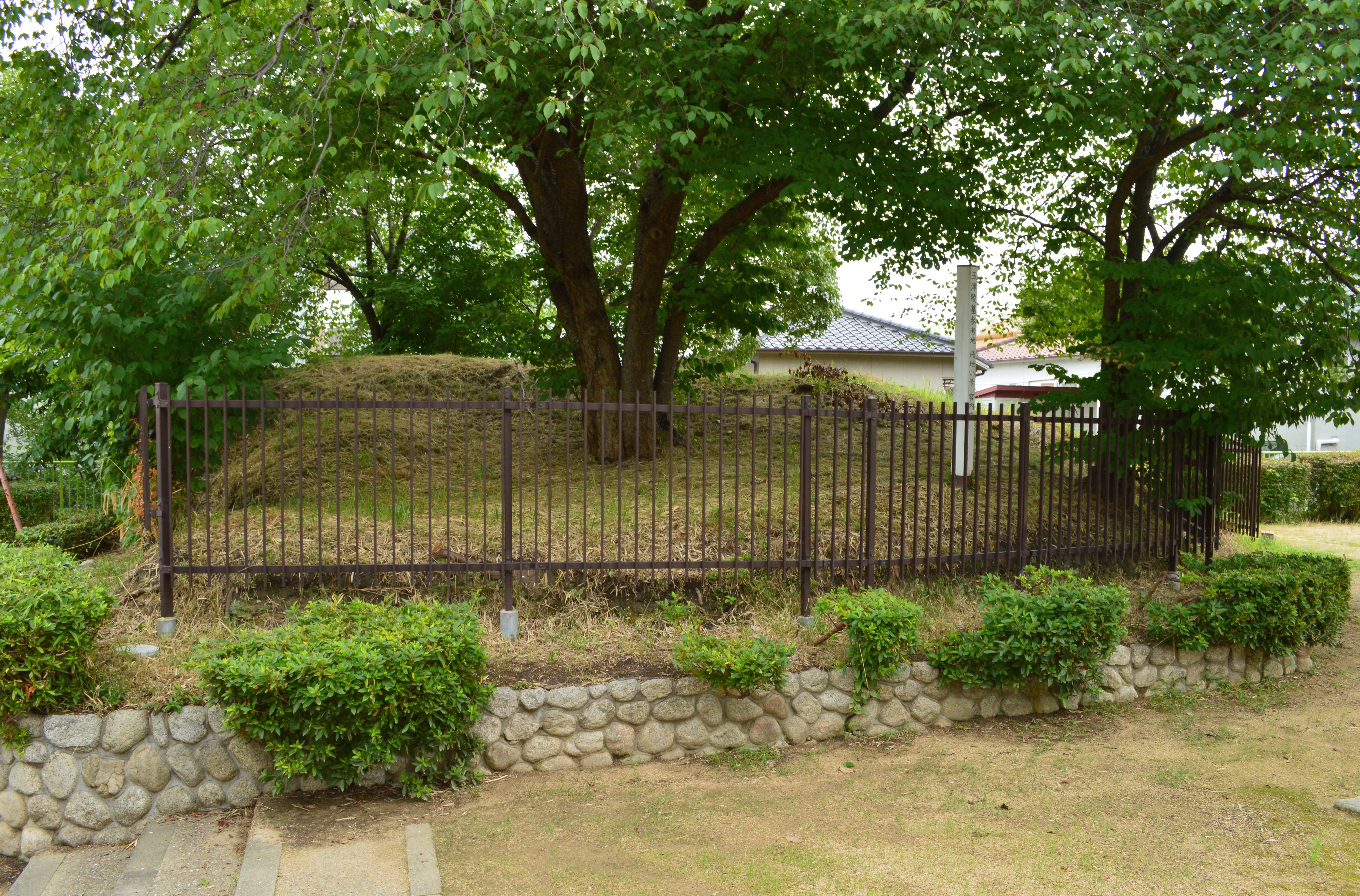
北陪葬墓（幣塚、飛地I號）
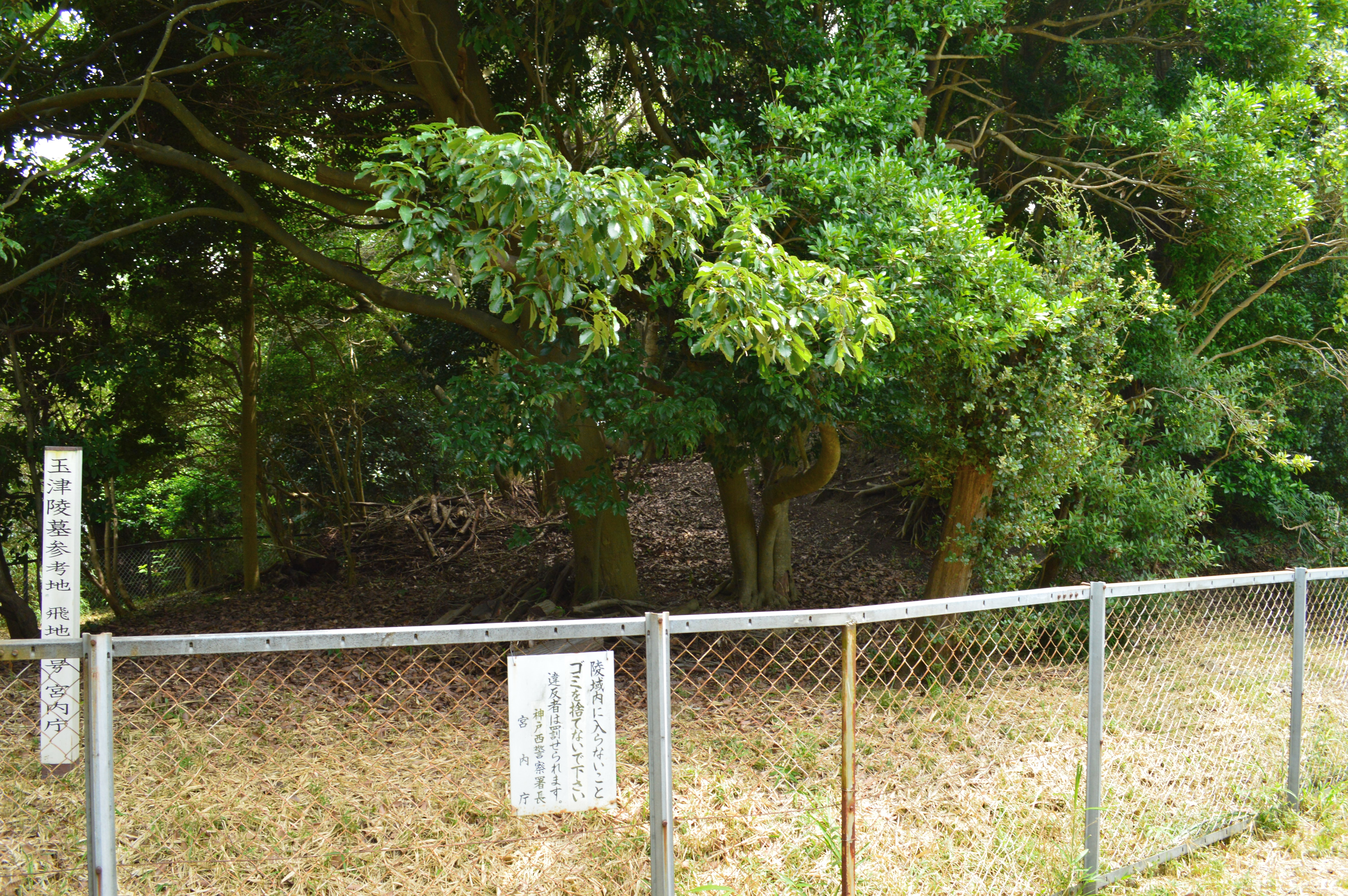
東陪葬墓（飛地Ro號）

## 外部連結
- 王塚古墳
- 王塚古墳 （页面存档备份，存于）